# Guglielmo dalle Bianche Mani
Guglielmo di Champagne, anche chiamato Guglielmo di Blois o Guglielmo dalle Bianche Mani (1135 – Laon, 7 settembre 1202), è stato un cardinale e arcivescovo cattolico francese.

## Origine
Sia secondo Guglielmo arcivescovo della città di Tiro, nell'odierno Libano, che secondo la Chronica Albrici Monachi Trium Fontium Guglielmo era il figlio maschio quartogenito del conte di Blois, di Chartres e di Châteaudun, Provins, signore di Sancerre e Amboise (Tebaldo IV), e poi conte di Conte di Champagne (conte di Troyes e conte di Meaux Tebaldo II), Tebaldo e della moglie, che sempre secondo la Chronica Albrici Monachi Trium Fontium era Matilde di Carinzia ( ca. 1106; † 1160) del Casato degli Sponheim, figlia del Margravio d'Istria, duca di Carinzia e reggente della Marca di Verona, Enghelberto e di Uta di Passau.
Secondo il monaco e cronista inglese, Orderico Vitale, Tebaldo II di Champagne era il figlio maschio secondogenito del conte di Blois, di Chartres, di Châteaudun, di Tours, di Provins, di Sancerre e di Meaux, Stefano II, e di Adele d'Inghilterra (circa 1062 - 1137), che, sia secondo il monaco e cronista normanno Guglielmo di Jumièges, autore della sua Historiæ Normannorum Scriptores Antiqui, che secondo il cronista e monaco benedettino dell'abbazia di Malmesbury, nel Wiltshire (Wessex), Guglielmo di Malmesbury e Orderico Vitale, ed ancora il cronista e monaco benedettino inglese, Matteo di Parigi, era figlia del duca di Normandia e re d'Inghilterra, Guglielmo il Conquistatore, e di Matilde delle Fiandre (1032 - 1083), che, secondo la Genealogica Comitum Flandriæ Bertiniana, era figlia di Baldovino V, conte delle Fiandre, e della sorella del re di Francia, Enrico I, Adele di Francia, che secondo la Genealogiæ Scriptoris Fusniacensis era figlia del re di Francia, Roberto II, detto il Pio.
Un suo zio, Stefano di Blois, fu re d'Inghilterra,dal 1135 al 1154, mentre un altro zio Enrico di Blois fu vescovo di Winchester dal 1129 e legato papale per l'Inghilterra dal 1138; una sorella era regina di Francia, Adèle di Champagne (moglie di Luigi VII), ed i tre fratelli erano, rispettivamente Conte di Champagne (Enrico), conte di Blois (Tebaldo) e signore di Sancerre (Stefano).

## Biografia
Suo padre, Tebaldo morì, nel 1152: gli Obituaires de Sens Tome II, Eglise cathédrale de Chartres, Obituaire du xii siècle confermano che Tebaldo (Teobaldus comes palatinus) morì il 10 gennaio (Jan IIII Idus) e che il figlio, Tebaldo conte di Blois e siniscalco di Francia, con la madre, Matilde, fece una donazione a suffragio della sua anima, mentre la Chronica Albrici Monachi Trium Fontium riporta che Tebaldo (comes Campanie Theobaldus) morì il 12 gennaio (6. Idus Januarii) e fu tumulato presso Lagny (apud Latinicacum), lasciando le sue contee ai figli maggiori: a Enrico, le contee di Champagne e Brie ed a Tebaldo, le contee di Blois e Chartres, e al terzogenito Stefano, la signoria di Sancerre.
Divenne vescovo di Chartres nel 1164 e rimase sino al 1176; nello stesso periodo divenne arcivescovo di Sens, nel 1169 e rimase sino al 1176), quando divenne arcivescovo di Reims (1176), carica che tenne sino alla sua morte. La Sigeberti Continuatio Aquicinctina conferma che Guglielmo, arcivescovo di Sens, fratello della regina di Francia (Willelmus Senonensis archiepiscopus, frater Elizabeth regine Francorum), nel 1176, da Sens fu trasferito a Reims (de Senonensi ecclesia in Remensem ecclesiam); l'abate e storico normanno, priore dell'abbazia di Bec e sedicesimo abate di Mont-Saint-Michel, Roberto di Torigni, nella sua cronaca, riferisce che Guglielmo, fratello del conte Tebaldo, arcivescovo di Sens e vescovo di Chartres (Guillermus frater comitis Thebaldi archiepiscopus Senonensis et episcopus Carnotensis) si trasferì nella sua nuova sede, Reims (archiepiscopum Remensem) nel 1177
Con quest'ultima carica vennero a lui per primo conferiti i titoli di duca e pari di Reims. Nel concistoro di marzo 1179 papa Alessandro III gli conferì la porpora cardinalizia con il titolo di cardinale presbitero di Santa Sabina.
Fu inviato dallo stesso Alessandro III quale suo legato presso il re d'Inghilterra Enrico II.
Guglielmo, assieme ai fratelli, Tebaldo, conte di Blois e Chartres, ultimo siniscalco di Francia, Enrico I detto il Liberale, Conte di Champagne (conte di Troyes e conte di Meaux) e di Brie, e Stefano, signore di Sancerre, assistettero il loro nipote, il giovane Filippo Augusto, re di Francia dal settembre 1180.
Nel 1182 egli concesse alla città di Reims i diritti di cui alla cosiddetta Charte willelmine, rimasti successivamente in vigore per oltre cinque secoli, così come fu la Loi de Beaumont, legge che affrancava numerose città del nord della Francia, di una parte del Belgio meridionale e del Granducato di Lussemburgo, da lui promulgata il medesimo anno e abrogata solo con la rivoluzione francese.
Nel 1185 venne nominato arciprete della Basilica Vaticana, carica che mantenne fino al 1198.
Guglielmo morì nel 1202 come ci ricordano gli Annales S. Nicasii Remenses (Willelmus venerabili Remensis archiepiscopus gloriosissimus regis Francorum Philippi avunculus), arcivescovo di Reims e zio materno del re di Francia, presso la città di Laon, il 7 settembre (apud Laudunum vigilia navitatis beate Marie); anche la Chronica Albrici Monachi Trium Fontium riporta la morte di Guglielmo(Remensis archiepiscopus Guilelmus regis avunculus et comitum Campanie patruus)zio materno del re (Filippo) e zio paterno del conte di Champagne (Enrico II), arcivescovo di Reims, per 26 anni (per annos 26), nel mese di ottobre (7. Idus Octobris).

## Conclavi
Guglielmo dalla Bianche Mani partecipò a cinque dei sei i conclavi che si svolsero nel periodo del suo cardinalato:
- conclave del 1185, che elesse papa Urbano III
- conclave dell'ottobre 1187, che elesse papa Gregorio VIII
- conclave del dicembre 1187, che elesse papa Clemente III
- conclave del 1191, che elesse papa Celestino III
- conclave del 1198, che elesse papa Innocenzo III

Non partecipò invece al:
- conclave del 1181, che elesse papa Lucio III

## Genealogia episcopale e successione apostolica
La genealogia episcopale è:
- Vescovo Maurice de Sully
- Cardinale Guglielmo dalle Bianche Mani

La successione apostolica è:
- Vescovo Mattieu di Troyes (1169)
- Vescovo Roger de Rozoy (1175)
- Arcivescovo Nicolas de Cherizy (1176)
- Vescovo Roger de Wavrin  (1179)
- Vescovo Jean d’Antoing (1192)
- Cardinale Alberto di Lovanio (1192)

## Discendenza
Di Guglielmo non si conosce alcuna discendenza.

## Ascendenza
|                              |                        |                                   | Genitori               |  |  | Nonni |  |  | Bisnonni             |  |  | Trisnonni          |  |
|                              |                        |                                   |                        |  |  |       |  |  | Tebaldo III di Blois |  |  | Oddone II di Blois |  |
|                              |                        |                                   |                        |  |  |       |  |  | Tebaldo III di Blois |  |  | Oddone II di Blois |  |
|                              |                        | Ermengarda d'Alvernia             |                        |  |  |       |  |  | Tebaldo III di Blois |  |  |                    |  |
| Stefano II di Blois          |                        |                                   |                        |  |  |       |  |  | Tebaldo III di Blois |  |  |                    |  |
|                              |                        | Gersenda del Maine                | Eriberto I del Maine   |  |  |       |  |  |                      |  |  |                    |  |
|                              |                        | Gersenda del Maine                | Eriberto I del Maine   |  |  |       |  |  |                      |  |  |                    |  |
|                              |                        | Gersenda del Maine                | ?                      |  |  |       |  |  |                      |  |  |                    |  |
| Tebaldo II di Champagne      |                        | Gersenda del Maine                |                        |  |  |       |  |  |                      |  |  |                    |  |
|                              |                        | Guglielmo I d'Inghilterra         | Roberto I di Normandia |  |  |       |  |  |                      |  |  |                    |  |
|                              |                        | Guglielmo I d'Inghilterra         | Roberto I di Normandia |  |  |       |  |  |                      |  |  |                    |  |
|                              |                        | Guglielmo I d'Inghilterra         | Herleva                |  |  |       |  |  |                      |  |  |                    |  |
| Adele d'Inghilterra          |                        | Guglielmo I d'Inghilterra         |                        |  |  |       |  |  |                      |  |  |                    |  |
|                              |                        | Matilde di Fiandra                | Baldovino V di Fiandra |  |  |       |  |  |                      |  |  |                    |  |
|                              |                        | Matilde di Fiandra                | Baldovino V di Fiandra |  |  |       |  |  |                      |  |  |                    |  |
|                              |                        | Matilde di Fiandra                | Adele di Francia       |  |  |       |  |  |                      |  |  |                    |  |
| Guglielmo dalle Bianche Mani |                        | Matilde di Fiandra                |                        |  |  |       |  |  |                      |  |  |                    |  |
|                              | Enghelberto I d'Istria | Sigfrido I di Sponheim            |                        |  |  |       |  |  |                      |  |  |                    |  |
|                              | Enghelberto I d'Istria | Sigfrido I di Sponheim            |                        |  |  |       |  |  |                      |  |  |                    |  |
|                              | Enghelberto I d'Istria | Riccarda di Lavant                |                        |  |  |       |  |  |                      |  |  |                    |  |
| Enghelberto II d'Istria      | Enghelberto I d'Istria |                                   |                        |  |  |       |  |  |                      |  |  |                    |  |
|                              |                        | Edvige                            |                        |  |  |       |  |  |                      |  |  |                    |  |
|                              |                        |                                   |                        |  |  |       |  |  |                      |  |  |                    |  |
|                              |                        |                                   |                        |  |  |       |  |  |                      |  |  |                    |  |
| Matilde di Carinzia          |                        |                                   |                        |  |  |       |  |  |                      |  |  |                    |  |
|                              |                        | Ulrico di Passau                  | Rapoto di Cham         |  |  |       |  |  |                      |  |  |                    |  |
|                              |                        | Ulrico di Passau                  | Rapoto di Cham         |  |  |       |  |  |                      |  |  |                    |  |
|                              |                        | Ulrico di Passau                  | Matilde                |  |  |       |  |  |                      |  |  |                    |  |
| Uta di Passau                |                        | Ulrico di Passau                  |                        |  |  |       |  |  |                      |  |  |                    |  |
|                              |                        | Adelaide di Megling-Frontenhausen | Kuno di Lechsgemünd    |  |  |       |  |  |                      |  |  |                    |  |
|                              |                        | Adelaide di Megling-Frontenhausen | Kuno di Lechsgemünd    |  |  |       |  |  |                      |  |  |                    |  |
|                              |                        | Adelaide di Megling-Frontenhausen | Mechtild di Horburg    |  |  |       |  |  |                      |  |  |                    |  |
|                              |                        | Adelaide di Megling-Frontenhausen |                        |  |  |       |  |  |                      |  |  |                    |  |

### Fonti primarie
- (LA)  Matthæi Parisiensis, monachi Sancti Albani, Chronica majora, vol I.
- (LA)  Matthæi Parisiensis, monachi Sancti Albani, Chronica majora, vol II.
- (LA)  Obituaires de la province de Sens. Tome 2.
- (LA)  Chronique de Robert de Torigni, abbé du Mont-Saint-Michel, tome II.
- (LA)  Monumenta Germaniae Historica, Scriptores, tomus IX.
- (LA)  Monumenta Germaniae Historica, Scriptores, tomus XIII.
- (LA)  Monumenta Germanica Historica, tomus XXIII.
- (LA)  Monumenta Germaniae Historica, Scriptores, tomus VI.
- (LA)  Ordericus Vitalis, Historia Ecclesiastica, vol. II.
- (LA)  Ordericus Vitalis, Historia Ecclesiastica, vol. unicum.
- (LA)  ORDERICI VITALIS, ECCLESIASTICtE historije, LIBRI TREDECIM., TOMUS III.
- (LA)  William of Tyre, Historia rerum in partibus transmarinis gestarum.
- (EN)  Chronicle of the Kings of England: From the Earliest Period to the Reign, of king William's children.
- (LA)  Historiæ Normannorum Scriptores Antiqui.

### Letteratura storiografica
- Louis Halphen, La Francia: Luigi VI e Luigi VII (1108-1180), in «Storia del mondo medievale», cap. XVII, vol. V, 1999, pp. 705–739
- Eleanor Costance Lodge, Il movimento comunale specialmente in Francia, in «Storia del mondo medievale», cap. XVIII, vol. V, 1999, pp. 740–775
- Frederick Maurice Powike, I regni di Filippo Augusto e Luigi VII di Francia, in «Storia del mondo medievale», cap. XIX, vol. V, 1999, pp. 776–828